# 叶状柄垂头菊
叶状柄垂头菊（学名：Cremanthodium phyllodineum）是菊科垂头菊属的植物，是中国的特有植物。分布在中国大陆的西藏、云南等地，生长于海拔3,700米至4,200米的地区，一般生于山坡润湿草地和高山草地，目前尚未由人工引种栽培。